# الخيار (فلم)
الخيار هو فيلم من نوع دراما وكوميديا رومانسية أُصدر في 2016. الفيلم من توزيع أفلام ليونزغيت، وهو من إخراج روس كاتس.

## القصة
تقع أحداث الفيلم في كارولاينا الشمالية.
حيث تدور أحداث الفيلم حول ترافيس باكر (بنجامين وكر)، وجابي هولاند (تيريزا بالمر) هما يتقابلان لأول مرة ك جيران في بلدة ساحلية صغيرة (كارولاينا الشمالية )، وينتهي بهما الحال يعيشان علاقة رومانسية جميلة ، مما يؤدي بهما إلى رحلة لم يتوقعوها.

## طاقم التمثيل
- بنجامين والكر [الإنجليزية]‏

## الإنتاج
موسيقى الفيلم التصويرية كانت من تأليف مارسيلو زارفوس.

## وصلات خارجية
- مقالات تستعمل روابط فنية بلا صلة مع ويكي بيانات

لا توجد روابط لمواقع التواصل الاجتماعي.